# Thymus argaeus
Thymus argaeus là một loài thực vật có hoa trong họ Hoa môi. Loài này được (Fisch. & C.A.Mey.) Boiss. & Balansa miêu tả khoa học đầu tiên năm 1859.